# Валенчич, Митя
Митя Валенчич (словен. Mitja Valenčič, род. 1 февраля 1978, Церклье-на-Гореньскем) — словенский горнолыжник, участник двух Олимпийских игр. Специализируется в слаломе.
В Кубке мира Валенчич дебютировал в 1997 году, в декабре 2003 года впервые попал в десятку лучших на этапе Кубка мира. Всего на сегодняшний день имеет 5 попадания в десятку лучших на этапах Кубка мира, все в слаломе. Лучшим достижением в общем зачёте Кубка мира является для Валенчича 59-е место в сезоне 2009-10.
На Олимпиаде-2006 в Турине, стартовал в двух дисциплинах: гигантский слалом - 12-е место, слалом - не финишировал.
На Олимпиаде-2010 в Ванкувере, стал 6-м в слаломе.
За свою карьеру участвовал в пяти чемпионатах мира, лучший результат 9-е место в гигантском слаломе на чемпионате мира - 2007.
Использует лыжи производства фирмы Elan.